# تی‌کی براویگ
تی‌کی براویگ (انگلیسی: TK Brøvig) شرکت هلدینگ ترابری و لجستیک نروژی است، که در سال ۱۹۶۵ تأسیس شد.